# نورس (اسم)
نورس هو اسم علم مذكر ومؤنث من أصل عربي، ومعناه هو اسم طائر مائي أكبر من الحمام، ولا يأكل إلا السمك، واسمه كذلك زمج الماء.

## شخصيات تحمل الاسم
- نورس أبو صالح
- نورس النعيمي (1994 – 15 ديسمبر 2013)
- نورس يكن (1 مارس 1990 – )

## وصلات خارجية
- موسوعة السلطان قابوس لأسماء العرب